# Aleksandra Kwaśniewska
Aleksandra Kwaśniewska (ur. 16 lutego 1981) – polska dziennikarka, prezenterka telewizyjna i autorka tekstów piosenek.

## Życiorys
Ukończyła psychologię na Wydziale Psychologii Uniwersytetu Warszawskiego, obroniła pracę magisterską pt. „Syndrom srebrnego medalisty”. Podczas studiów brała udział w kursach instruktorskich na trenerkę salsy. Uczyła tańca w szkołach Salsa Libre i Latin Groove.
Wiosną 2006, w parze z Rafałem Maserakiem, zajęła drugie miejsce w trzeciej edycji programu rozrywkowego TVN Taniec z gwiazdami. Wystąpiła także w dwóch specjalnych odcinkach konkursu – Finał finałów Tańca z gwiazdami (2006) oraz Najpiękniejsze tańce (2007). Udział w programie sprawił, że stała się obiektem zainteresowania mediów oraz przyniósł jej nagrodę Kobiety roku 2006 czasopisma „Glamour” w kategorii „debiut”. Wystąpiła w teledysku do piosenki zespołu Why Not? „I Still Love You” (2006), za co była nominowana do nagrody Yach Film 2006 w kategorii „Kreacja aktorska”.  
Po występie w Tańcu z gwiazdami rozpoczęła współpracę z TVN – prowadziła program Kulisy Tańca z gwiazdami i była reporterką Dzień dobry TVN. W 2007 została dziennikarką dwutygodnika „Viva!”, do którego przeprowadza wywiady. W tym samym roku wystąpiła także w filmie Korowód i użyczyła głosu Śpiącej Królewnie w animacji Shrek Trzeci. Pod koniec roku zakończyła pracę w TVN. 
W 2008 ukończyła półroczny kurs projektowania wnętrz na warszawskiej ASP i była jedną z uczestniczek programu rozrywkowego Polsatu Ranking gwiazd. W latach 2009–2013 współprowadziła talk-show Mała czarna emitowany w TV4 i Polsat Café. W 2011 z matką Jolantą prowadziła program TVN Style Matki i córki, czyli rodzinny galimatias. W latach 2008–2012 prowadziła autorską audycję Niedziela słodko-Kwaśniewska w radiu Planeta FM. 
Wycofała się z show-biznesu w 2014. Jest współautorką tekstów piosenek na płycie Jakuba Badacha pt. Oldschool (2017) i napisała teksty piosenek „Learnin’ the Blues / Już wiesz co to blues” na płytę Matta Duska Sinatra With Matt Dusk (2020) oraz „Liczy się tylko to” do filmu Co w duszy gra (2021). W 2021 powróciła do pracy w telewizji, zostając współprowadzącą talk-show Miasto kobiet w TVN Style, który współprowadziła do zakończenia emisji w 2022.

## Życie prywatne
Jest córką Aleksandra i Jolanty Kwaśniewskich. W 2009 była zaręczona z Wojciechem Szuchnickim. W 2012 poślubiła Jakuba Badacha.

## Filmografia

### Filmy
- 2007: Korowód – aktorka[17]

### Polski dubbing
- 2007: Shrek Trzeci – Śpiąca Królewna

## Nagrody i nominacje
| Rok  | Konkurs                                                      | Kategoria                              | Rezultat  | Źródło |
| ---- | ------------------------------------------------------------ | -------------------------------------- | --------- | ------ |
| 2006 | Yach Film                                                    | Kreacja aktorska                       | Nominacja | [ 8 ]  |
| 2006 | Róże Gali                                                    | Piękne debiuty                         | Nominacja | [ 18 ] |
| 2007 | Róże Gali                                                    | Piękne pary (z Wojciechem Szuchnickim) | Nominacja | [ 19 ] |
| 2007 | Kobieta Roku „Glamour”                                       | Debiut                                 | Wygrana   | [ 6 ]  |
| 2008 | Viva! Najpiękniejsi                                          | Najpiękniejsza Polka                   | Nominacja | [ 20 ] |
| 2009 | Viva! Najpiękniejsi                                          | Najpiękniejsza Polka                   | Nominacja | [ 21 ] |
| 2021 | Kobieca marka roku                                           | Kobieca Telewizja                      | Wygrana   | [ 22 ] |
| 2023 | Superbohaterka Czytelniczek i Czytelników „Wysokich Obcasów” | –                                      | Wygrana   | [ 23 ] |
| 2024 | ShEO Awards                                                  | Walka ze stereotypami                  | Wygrana   | [ 24 ] |
| 2025 | #Hashtagi Roku                                               | Osoba publiczna aktywna w Sieci        | Nominacja | [ 25 ] |